# کایل سکر
کایل سکر (انگلیسی: Kyle Secor؛ زادهٔ ۳۱ مهٔ ۱۹۵۷) هنرپیشه اهل ایالات متحده آمریکا است.

## بخشی از فیلمشناسی
از فیلم‌ها یا برنامه‌های تلویزیونی که وی در آن نقش داشته‌است می‌توان به آثار زیر اشاره کرد.
- خوابیدن با دشمن (۱۹۹۱)
- هذیان (فیلم ۱۹۹۱) (۱۹۹۱)
- حقه‌بازان شهر (۱۹۹۱)
- دکتر (۱۹۹۱)
- قلب رام‌نشده (۱۹۹۳)
- بیت (فیلم ۲۰۰۰) (۲۰۰۰)
- پاکسازی: سال انتخابات (۲۰۱۶)
- سی‌اس‌آی (۲۰۰۴)
- بی‌وفایی (۲۰۰۴)
- ورونیکا مارس (مجموعه تلویزیونی) (۲۰۰۴–۲۰۰۷)
- نخل‌های پنهان (۲۰۰۷)
- بوستون لیگال (۲۰۰۸)
- یقه سفید (مجموعه تلویزیونی) (۲۰۱۰)
- هاوایی فایو-زیرو (۲۰۱۰)
- ذهن‌های مجرم (۲۰۱۰)
- درمانگاه خصوصی (۲۰۱۰)
- منتالیست (۲۰۱۳)
- کسل (مجموعه تلویزیونی) (۲۰۱۳)
- داستان ترسناک آمریکایی: محفل (۲۰۱۴)
- رستاخیز (مجموعه تلویزیونی) (۲۰۱۴)
- آکواریوس (مجموعه تلویزیونی آمریکایی) (۲۰۱۵)
- فلش (مجموعه تلویزیونی ۲۰۱۴) (۲۰۱۸)